# Lecanora leproplaca
Lecanora leproplaca är en lavart som beskrevs av Zahlbr. Lecanora leproplaca ingår i släktet Lecanora och familjen Lecanoraceae.   Inga underarter finns listade i Catalogue of Life.